# Лукавые дни
Лукавые дни — мини-альбом группы «25/17», выпущенный в марте 2013 года.
17 декабря 2012 года был опубликован сингл «Звуковое письмо». 14 марта 2013 года состоялась интернет-премьера клипа на песню «Топоры». Презентация альбома состоялась 23 марта на одном из интернет-ресурсов.
Название альбома восходит к цитате из Библии:
Итак, смотрите, поступайте осторожно, не как неразумные, но как мудрые, дорожа временем, потому что дни лукавы.Новый Завет (Послание к Ефесянам 5:15-16)

## Список композиций
| №  | Название                | Длительность |
| -- | ----------------------- | ------------ |
| 1. | «Ложь»                  | 1:10         |
| 2. | «Телёнок»               | 2:35         |
| 3. | «Топоры»                | 2:52         |
| 4. | «Винтер»                | 2:58         |
| 5. | «Жду чуда 2»            | 3:23         |
| 6. | «Звуковое письмо»       | 3:36         |
| 7. | «Правда»                | 0:50         |
| 8. | «А чо так мало треков?» | 0:03         |

## Видео
На песню «Топоры» группой был снят клип, в котором некоторые углядели скрытый подтекст, поскольку в клипе участники колят дрова, которые также можно называть и чурками. В клипе снялся писатель Захар Прилепин.

## Общая информация
Концертная премьера песен с альбома состоялась 29 марта в Сыктывкаре в рамках юбилейного тура группы.
В первые дни выхода альбом поднялся на вторую строку чарта iTunes, сместив вниз новый альбом Земфиры.

Спустя неделю альбом был выложен в свободный доступ на официальном сайте группы.

## Отзывы
Короткий, злой и мощный релиз 25/17, не менее важный, чем их номерные альбомы.
Дослушав «Лукавые дни», первым делом их хочется включить заново. Они написаны хлестким и смачным языком плаката, где нет времени на лирику (поэтому даже отсылка к лирическому хиту «Жду чуда» выглядит издевательской), а есть необходимость высказаться по повестке.— rap.ru

25/17 растут рывками — от альбома к альбому. Тексты здесь — точные, гуттаперчевые, умные. Музыка... помните, как Есенин хвастался: «...у меня все рифмы — как лакированные ботинки!» Вот такая вот музыка. Песни про «Телёнка» и сорок сериалов — безупречно хороши, до физически-щекотного удовольствия.
Короче, это никакой не рэп, а просто отличные пацаны поют отличные песни.— Захар Прилепин
- Сайт телеканала A-One назвал альбом «сильным» и «встряхнувшим нас».[8][9]